# Lex loci rei sitae
La Lex loci rei sitæ es una locución latina utilizada en el Derecho internacional privado, que significa ‘la ley del lugar de donde los bienes estén situados’. Es una doctrina que indica que la ley aplicable a la transferencia de los bienes dependerá, y variará según, la ubicación de estos para los propósitos del conflicto de legislación.

## Reconocimiento de este principio por país

### Perú
Recogida por la legislación peruana en el Art. 2088 del Código Civil vigente(1984) como regla general, que a la letra señala: "La constitución, contenido y extinción de los derechos reales sobre bienes corporales se rigen por la ley de su situación, al momento de constituirse el derecho real”. Luego, se debe tener en cuenta que desde los artículos 2089 al 2092 existen reglas especiales, las cuales versan sobre: Bienes Corporales de Tránsito (Art. 2089 C.C.), Desplazamiento de bienes corporales (Art. 2090 C.C.), Prescripición de Acciones Relativas a Bienes Corporales (Art. 2091 C.C.), Derechos Reales Sobre Medios de Transporte Sometidos a un Régimen de Matrícula (Art. 2092 C.C.).

### Chile
Este principio se encuentra consagrado en el Art. 16 inciso 1.º del Código Civil que señala que: «Los bienes situados en Chile están sujetos a las leyes chilenas, aunque sus dueños sean extranjeros y no residan en Chile».

### México
En la legislación mexicana lo podemos encontrar en el Art. 13 Fracción III del Código Civil Federal: «La constitución, régimen y extinción de los derechos reales sobre inmuebles, así como los contratos de arrendamiento y de uso temporal de tales bienes, y los bienes muebles, se regirán por el derecho del lugar de su ubicación, aunque sus titulares sean extranjeros».

### España
El Código Civil español establece, en su artículo 10.1, que «La posesión, la propiedad y los demás derechos sobre bienes inmuebles, así como su publicidad, se regirán por la ley del lugar donde se hallen. La misma ley será aplicable a los bienes muebles».
- Datos: Q10751593